# Erik Johansson (skuespiller)
Nils Erik "Jerka" Åkerblom (født 23. februar 1979), bedre kendt som Erik Johansson, er en svensk skuespiller. Han blev i 2021 nomineret til en Guldbagge for bedste mandlige birolle i filmen Orca (2020). Johansson har også optrådt i tv-serier som Beck, Jagten på tidskrystallen, Bedrag og Det som skjules i sneen.
Erik Johansson er uddannet fra Teaterhögskolan i Malmö og har også gået på Södra Latin i Stockholm. I efteråret 2005 var han ansat på Teater Västernorrland i Sundsvall.
Ved siden af sit skuespillerjob arbejder Johansson som restauratør.

## Privatliv
Erik Johansson er søn af børnebogsforfatteren George Johansson, der er mest berømt for bøgerne om Mik Mekanik. Han har tre søskende.
Johansson har et barn sammen med Lisa Sjösten. Han er også far til to børn fra et tidligere forhold.

## Filmografi
- Bert (tv-serie, 1994)
- Bert - Den siste oskulden (1995)
- Sanning eller konsekvens (1997)
- Julens hjältar (tv-serie, 1999)
- Eva & Adam (tv-serie, 1999-2000)
- Eva & Adam: Fire fødselsdage og en fiasko (2001)
- Capricciosa (2003)
- Lokalreportern (tv-serie, 2004)
- Stockholm Boogie (2005)
- Rosa: The Movie (2007)
- Darling (2007)
- Beck (tv-serie, 2009)
- Nobels testamente (2012)
- Sune i Grækenland (2012)
- Orion (2013)
- Sune på bilferie (2013)
- Maria Wern (tv-serie, 2013-2021)
- Sune på fjeldet (2014)
- Den fjerde mand (tv-serie, 2015)
- Sygeplejerskerne (tv-serie, 2016)
- Jagten på tidskrystallen (tv-serie, 2017)
- Inden vi dør (tv-serie, 2017-2019)
- Bonusfamiljen (tv-serie, 2017-2021)
- Det som skjules i sneen (tv-serie, 2018)
- Helt perfekt (tv-serie, 2018-2019)
- Bedrag (tv-serie, 2019)
- Orca (2020)
- Amningsrummet (tv-serie, 2020)
- Bettingskandalen (tv-serie, 2022)
- Længe leve bonusfamilien (2022)
- STHLM Blackout (tv-serie, 2024)[9]